# Acide linoléique
Ne doit pas être confondu avec Acide linolénique.
L'acide linoléique est un acide gras polyinsaturé oméga-6 correspondant à l'acide tout-cis-Δ9,12 C18:2 n-6
Sa formule semi-développée est : H3C–(CH2)4–CH=CH–CH2–CH=CH–(CH2)7–COOH

## Étymologie
Le mot linoléique vient du grec linon (les lins, soit le genre Linum, dont le lin cultivé). Oléique signifie une relation à l'huile.

## Description
Il est constitué de 18 atomes de carbone, d'une fonction acide carboxylique, et de deux insaturations (doubles liaisons). Le composé est liquide et incolore.
On distingue plusieurs stéréoisomères de l'acide octadécadiénoïque, mais seul l'acide 9-cis, 12-cis octadécadiénoïque correspond à l'acide linoléique.

Sa désignation biochimique est 18:2(n-6), l'énumération des doubles liaisons se faisant en sens inverse de la nomenclature chimique. Sa température de fusion est de −9 °C.

## Fonctions
L'acide linoléique est un acide gras indispensable polyinsaturé qui intervient dans la fabrication de la membrane cellulaire.

## Sources alimentaires
L'acide linoléique est présent dans différents aliments :
- huile de pépins de raisin avec 58-78 %
- huile de carthame avec 55-81 % (teneur en acide linoléique la plus élevée de toutes les huiles végétales)[4].
- huile d'arachide (45-58 %),
- huile de germe de blé (40-55 %),
- huile de maïs (34-62 %),
- huile de tournesol (20-75 %)
- huile de colza (18-30 %)

En revanche l'huile d'olive ne contient que 3-20 % d'acide linoléique.

## Métabolisme

### Anabolisme
L'acide linoléique n'est pas synthétisable par les cellules animales car elles n'ont pas les enzymes nécessaires. Ce qui n'est pas le cas des cellules végétales. C'est donc un acide gras essentiel pour les animaux.

### Catabolisme
Pour pouvoir être utilisé par le corps, l'acide linoléique doit être converti en acide gamma-linolénique (GLA), par une réaction enzymatique (delta-6-désaturase ou D6D).
L'acide linoléique ne peut être synthétisé par l'organisme et doit donc être apporté par l'alimentation. On dit pour cela que c'est un acide gras indispensable. En revanche, à partir de cet acide gras, l'organisme est capable de synthétiser de nombreux acides gras aux fonctions essentielles comme, entre autres, l'acide arachidonique (C20:4 n-6) obtenu par élongation.
Des énantiomères trans-linoléiques sont obtenus à partir de l'acide linoléique par chauffage. C'est pour cela que certains médecins et nutritionnistes, donnent de l'importance aux huiles de première pression à froid. En effet l'extraction à chaud des huiles a tendance à transformer l'acide cis-linoléique en acide trans-linoléique et rendre ainsi l'huile inutilisable par l'organisme pour la synthèse d'acide gamma-linolénique.

## Carences
Les symptômes de carence en acide cis-linoléique sont :
- sécheresse de la peau avec desquamation[réf. nécessaire] ;
- soif intense[réf. nécessaire] ;
- déficit immunitaire[réf. nécessaire] ;
- allergie[réf. nécessaire].

### Articles liés
- Acide gras
- Lipide
- Oméga-6
- Oméga-3
- Acide linolénique
- Acide gras essentiel